# Montboissier
Montboissier és un municipi francès, situat al departament de l'Eure i Loir i a la regió de Centre – Vall del Loira. L'any 2007 tenia 301 habitants.

## Demografia

### Població
El 2007 la població de fet de Montboissier era de 301 persones. Hi havia 123 famílies, de les quals 26 eren unipersonals (19 homes vivint sols i 7 dones vivint soles), 52 parelles sense fills, 41 parelles amb fills i 4 famílies monoparentals amb fills.
La població ha evolucionat segons el següent gràfic:
Habitants censats

### Habitatges
El 2007 hi havia 165 habitatges, 124 eren l'habitatge principal de la família, 20 eren segones residències i 22 estaven desocupats. Tots els 165 habitatges eren cases. Dels 124 habitatges principals, 106 estaven ocupats pels seus propietaris, 17 estaven llogats i ocupats pels llogaters i 1 estava cedit a títol gratuït; 6 tenien dues cambres, 27 en tenien tres, 33 en tenien quatre i 59 en tenien cinc o més. 102 habitatges disposaven pel capbaix d'una plaça de pàrquing. A 52 habitatges hi havia un automòbil i a 68 n'hi havia dos o més.

### Piràmide de població
La piràmide de població per edats i sexe el 2009 era:
| Homes | Edats   | Dones |
| ----- | ------- | ----- |
| 1     | 95 o +  | 0     |
| 2     | 90 a 94 | 2     |
| 5     | 85 a 89 | 1     |
| 3     | 80 a 84 | 3     |
| 9     | 75 a 79 | 5     |
| 3     | 70 a 74 | 9     |
| 10    | 65 a 69 | 7     |
| 7     | 60 a 64 | 10    |
| 11    | 55 a 59 | 11    |
| 10    | 50 a 54 | 9     |
| 11    | 45 a 49 | 9     |
| 12    | 40 a 44 | 9     |
| 9     | 35 a 39 | 9     |
| 8     | 30 a 34 | 6     |
| 8     | 25 a 29 | 9     |
| 11    | 20 a 24 | 5     |
| 12    | 15 a 19 | 10    |
| 8     | 10 a 14 | 6     |
| 6     | 5 a 9   | 7     |
| 1     | 0 a 4   | 6     |

## Economia
El 2007 la població en edat de treballar era de 181 persones, 140 eren actives i 41 eren inactives. De les 140 persones actives 135 estaven ocupades (75 homes i 60 dones) i 7 estaven aturades (3 homes i 4 dones). De les 41 persones inactives 24 estaven jubilades, 8 estaven estudiant i 9 estaven classificades com a «altres inactius».

### Ingressos
El 2009 a Montboissier hi havia 136 unitats fiscals que integraven 325 persones, la mediana anual d'ingressos fiscals per persona era de 19.183 €.

### Activitats econòmiques
Dels 5 establiments que hi havia el 2007, 2 eren d'empreses de comerç i reparació d'automòbils, 2 d'empreses de serveis i 1 d'una entitat de l'administració pública.
L'únic establiment comercial que hi havia el 2009 era una adrogueria.
L'any 2000 a Montboissier hi havia 19 explotacions agrícoles que ocupaven un total de 1.162 hectàrees.

## Equipaments sanitaris i escolars
El 2009 hi havia una escola elemental integrada dins d'un grup escolar amb les comunes properes formant una escola dispersa.

## Poblacions més properes
El següent diagrama mostra les poblacions més properes.